# Danses d'Iran

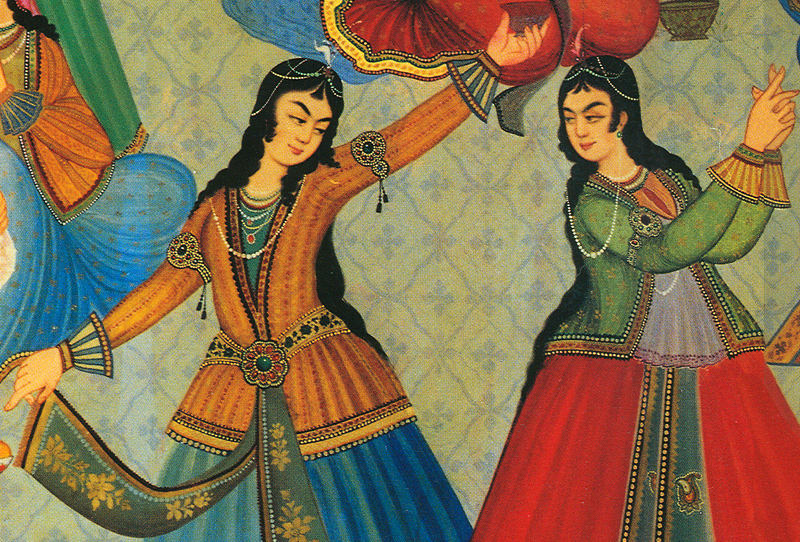
La danse est historiquement liée à de nombreuses cultures dans le monde. Ici, des femmes persanes dansent dans une cérémonie en Iran.

Les danses d'Iran possèdent une longue histoire et se sont développées depuis les temps datant de l'époque pré-achéménides. En effet, des fouilles en excavation durant ces 30 dernières années donnent accès à la preuve de l'existence de la danse en Iran depuis l'apparition du culte de Mithra 2000 ans avant notre ère. Pour cette nation ancienne, la danse peut être envisagée comme un phénomène important et social et/ou un rituel religieux. Cependant, des restrictions politiques aux danses iraniennes et traditionnelles ont eu lieu après la révolution de 1979, la danse et la musique ont un temps été mal vues, voire interdites pendant un temps mais cette histoire millénaire se perpétue toujours, parfois dans un cadre plus privé.
La danse en Iran peut intervenir dans de nombreux contextes très différents; comme les évènements sociaux, les rites de passage, les exorcismes et les cérémonies. Ces contextes peuvent être associés à des évènements traditionnels ou historiques (fêtes nationales, jours religieux festifs, fêtes pré-islamiques, migrations tribales...) ou avoir lieu lors d'évènements non planifiés.

## Rythme de la musique
Le rythme le plus commun utilisé pour la danse en Iran est le 6/8, auquel on se réfère par le terme shir-e mâdar (littéralement: "lait de la mère"). Le rythme et ses variations peuvent être retrouvés dans la musique de danse dans tout l'Iran. La subdivision du mètre suit toujours les accents de la mélodie.
Des variations rythmiques intéressantes peuvent toutefois survenir. Par exemple, le premier temps d'une mesure peut être prolongé, pratiquement au point de créer deux temps (créant ainsi un 7/8), comme c'est le cas dans le style de danse appelé Motrebi.

## Types de danse principaux

### Improvisation
Cette forme de danse est la plus répandue en Iran pour un très grand nombre d'évènements sociaux. Les caractéristiques en sont que le danseur dispose d'un certain nombre de mouvements qu'il combine pour s'exprimer. Ce type de danse dans des contextes familiaux est sûrement le plus répandu dans tout le Moyen-Orient depuis des siècles. Une autre caractéristique est que les participants ne se touchent jamais, ne se tiennent pas par la taille même quand ils dansent en couple. De plus, les danseurs, même lorsqu'ils sont en cercle, ne font pas de mouvements programmés.
La forme de danse la plus commune parmi les jeunes urbains iraniens aujourd'hui est appelée "Téhérani" (raqs-e tehrânî). Cette danse est liée à celle des Ouïghours, des Ouzbeks, des Turcs anatoliens, des Arméniens et des peuples de l'est de la Méditerranée. Selon la situation sociale (restrictive ou non), les groupes ou les couples peuvent être mixtes ou non. Dans la danse Téhérani, les bras sont maintenus au niveau des épaules, l'emphase se fait sur les mouvements de main, les expressions du visage et des mouvements du bas du corps et des hanches relativement doux. Tous les mouvements sont improvisés sur une musique au rythme 6/8 appelé reng. Dans sa forme la plus élaborée, ce style de danse est la base de la danse professionnelle iranienne. C'est la forme de danse la plus courante parmi les iraniens vivant en dehors de l'Iran; et on peut la rencontrer dans tous les évènements importants des émigrés où la danse forme une partie intégrante du divertissement.
Des danses d'improvisation peuvent aussi être rencontrées dans les villages et tribus d'Iran. Par exemple, dans les danses des femmes baloutches, elles improvisent tout en dansant au rythme reng. En plus de leurs mouvements de mains, elle gardent le rythme en frappant leurs bracelets de métal l'un contre l'autre.

### Professionnelle/Spectacle
La danse de spectacle est un style de danse basé sur le style de la raqs-e tehrani travaillé au point de devenir un art à destination des autres. Les mouvements font appel à une souplesse du corps extrême, de la grâce et toute une variété d'expressions faciales. Dans la danse professionnelle, les danseurs peuvent aussi manipuler des objets comme des verres à thé et de petites cymbales fixées sur les doigts. Ces danseurs professionnels sont connus sous le nom de motrebi ou lûtî. Dans tout l'Iran, particulièrement dans les zones urbaines, des groupes de motrebi font appel à des musiciens, des chanteurs, des danseurs, des acteurs et d'autres.
La danse forme aussi une partie intégrante du théâtre traditionnel rû-hawzî dans lequel chaque rôle possède son style de danse; Haji Firûz par exemple, des rôles de femmes joués par des hommes, etc. Ces groupes jouaient dans les rues ou étaient disponibles pour les mariages et autres fêtes. Ces spectacles pouvaient être très vulgaires et faisaient appel à des mouvements et paroles très grossières et suggestives.

### En ligne ou en cercle en se tenant les mains

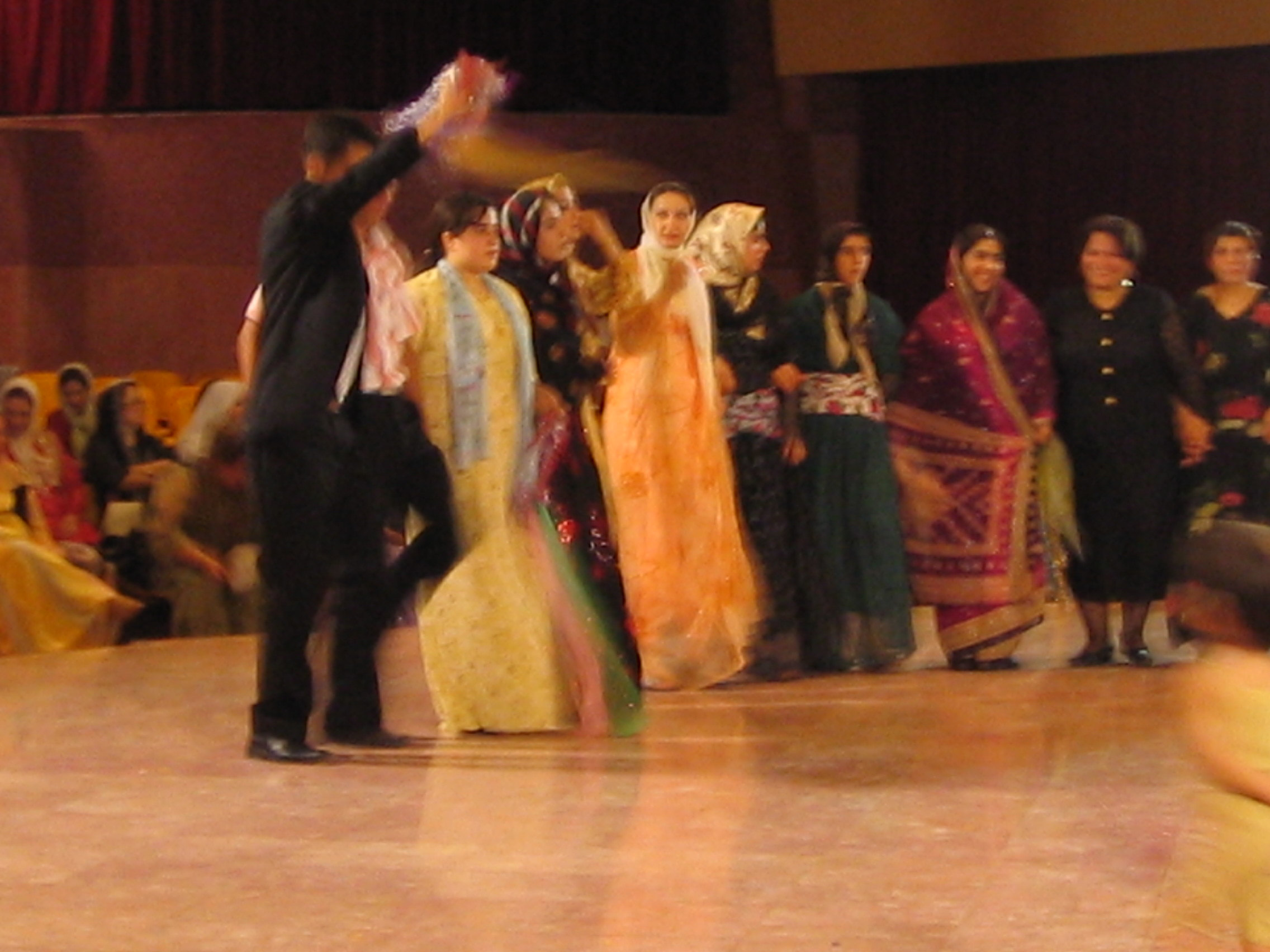
Danse Kurde à l'occasion d'un mariage à Sanandaj.

Les danses en ligne ou en cercle dans lesquelles les danseurs se tiennent les mains sont le type de danse le plus commun dans le proche ou le Moyen-Orient, et en Europe. La caractéristique commune de toutes ces danses est que l'improvisation y est limitée. L'emphase est placée sur les mouvements des pieds et les positions du corps plus que sur les expressions du visage et les mouvements du haut du corps.
Ce type de danse se rencontre en Iran, particulièrement dans l'ouest. Une de ces danses les plus communes, trouvées en Azerbaïdjan, est la danse à 6 temps, dans laquelle les danseurs, se tenant par la taille, se déplacent en ligne en faisant un pas à droite (1), un pas à gauche (2), un pas à droite (3), lever du pied gauche (4), pas à gauche (5), lever du pied droit (6). Ce pas est aussi le pas de la hora israélienne, du horo bulgare et d'autres danses similaires qu'on trouve en Europe et ailleurs au Moyen-Orient.
Dans les danses kurdes, les danseurs sont très proches les uns des autres, leurs hanches se touchant presque. Les doigts sont entremêlés, les coudes pliés à angle droit (ou les bras droits tenus derrière le corps). Le mouvement principal est de baisser son corps situé au-dessus des hanches et de remuer vigoureusement les jambes. Le haut des corps forme une seule masse. Cette danse ressemble à la debka arabe, et montre plus d'influences venant du monde arabe que de l'Asie centrale.
Une des danses les plus populaires parmi les Assyriens est le sheykhânî. On se tient les mains comme dans la danse kurde décrite ci-dessus. Au début, les danseurs font face au centre d'un cercle. Il se rapprochent du centre tous ensemble, puis s'en éloignent. Au fur et à mesure que les danseurs reviennent prendre leur place sur le cercle originel, ils tournent à droite en gardant les mains liées (le bras droit devant son corps et le bras gauche tordu dans son dos), font quelques pas dans les sens du cercle, puis reprennent le mouvement. Les pas peuvent changer selon les villages, mais le  principe de base reste le même.

### En cercle sans se tenir les mains
Quand les mains ne sont pas tenues, une plus grande variété de pas de danse est possible, incluant l'improvisation et la danse avec des objets, à la fois parce que les mains sont libres et que le danseur est libéré de l'influence immédiate des autres.
Les danses du Khorasan et du Baloutchistan sont de ce type. Chaque danseurs fait les mêmes pas à l'unisson, mais ils peuvent prendre de nombreuses positions, ce qui serait impossible s'ils se tenaient les mains. Les danses d'homme turkmènes en Iran son accompagnées par des vocalisations rythmiques servant à accompagner la danse.
L'autre région d'Iran dans laquelle on trouve des danses en cercle sans se tenir les mains est le Golfe Persique. Le folklore de cette région montre une grande influence des cultures arabes voisines, telles que celles du Qatar, du Koweït, de Bahreïn mais aussi d'Afrique (probablement par l'intermédiaire des esclaves africains amenés dans le Golfe). Le rythme standard est le 6/8, mais quelques rythmes mettent l'accent sur le 1er, le 5e ou le 6e temps, ce qui donne une impression caractéristique qui se répète de mesure en mesure. Ce style de rythme montre une influence africaine. Les pas de danse sont basiques, on se déplace le long de  la ligne de direction, l'emphase porte sur les mouvements d'épaule très rapides et saccadés (qui sont en fait réalisés en bougeant le torse), et les mains sont tenues au niveau des épaules, les palmes vers l'extérieur. Les danseurs peuvent également s'accompagner de battements de main.

#### Danse avec des objets
Quand les danseurs ne sont pas liés physiquement, leurs mains peuvent alors bouger dans toutes sortes de façons, dont la manipulation d'objets comme des bâtons (Chûb-bâzî) ou des foulards. Il y a de nombreux exemples de danse de femmes à l'aide de foulards dans le sud-ouest de l'Iran, dans les tribus Qashqais, Lors et Bakhtiaris. On pense que ces danses ont leur origine dans l'imitation des actions des femmes au cours de leur vie quotidienne, telles que le tissage et le filage. Les Qashqais définissent deux types de danse: le âqor haley, une danse lente et lourde et le lakke haley, une danse légère et rapide.
Des objets quotidiens, tels que des plats, peuvent aussi être utilisés. Un exemple du nord de l'Iran est la "danse du riz" faite par les femmes du Gilan. Dans cette danse, la femme danse avec des grands plats tenus en face de son corps ou de sa tête et mime les actions faites quand on prépare la cuisson du riz.

### Cérémonies
Les danses suivantes sont regroupées sous le terme "cérémonies" Ces danses sont fortement liées à leur contexte et ne peuvent être séparées de celui-ci. Les formes de ces danses sont moins importantes que leurs contextes et leurs buts.

#### Rituels cycliques
L'Iran est un pays majoritairement habité par des peuples indo-européens, dont les traditions pré-islamiques sont toujours suivies. Ces exemples incluent Norouz (la nouvelle année à l'équinoxe vernal) et shab-e yaldâ (équinoxe d'hiver). Au nord-ouest de l'Iran, ces célébrations incluent parfois la danse, parfois associées avec l'hiver, la fertilité et le retour du printemps. Ces évènements sont directement liés à des rituels tels que le Kukeri et le Lazaruvane en Bulgarie, et des rituels similaires en Anatolie. Durant ces évènements, des groupes d'hommes se déplacent de maison en maison en chantant, récitant de la poésie, dansant et récoltant de l'argent ou de la nourriture. Le but est alors d'amener la chance et la fertilité, et de s'assurer de la fin de l'hiver et du retour du printemps.

#### Zurkhaneh
La Zurkhaneh (littéralement "maison de la force"), est un contexte qui peut être considéré comme en partie cérémonial et en partie démonstration. Le bâtiment est centré autour d'une cour autour de laquelle se dispose les hommes, et une galerie pour le maître (Ostad) ou le chef spirituel (Morshed) et les musiciens. L'accompagnement musical est aujourd'hui limité à des percussions et une récitation de passages du Shahnamah de Ferdowsi. Plusieurs rythmes sont employés, et une grande variété de mouvements y sont associés, dont des démonstrations de force faites en manipulant des objets lourds (des poids de bois et des chaînes métalliques) et des démonstrations de souplesse.

#### Samā‘
Le Samā‘ fait partie de cérémonies religieuses des confréries derviches en Iran (les ordres Nematullahi, Oveysi, et Aliollahi) mettent en scène une forme de danse. Les membres se rassemblent dans la khaneqâ, écoutent le maître spirituel réciter de la poésie mystique de Hafez et Rumi et repèrent certains mots en rythme ("Allah" ou "Ali"). S'ensuit une espèce de danse sur place, jusqu'à ce que certains tombent en transe ou d'épuisement. Ils pensent qu'en bougeant leurs corps de cette façon, ils l'exorcisent du mal et atteignent l'union avec Dieu.

#### Danses de transe ou de guérison
Dans certaines parties de l'Iran[Lesquelles ?], des exorcismes musicaux sont faits afin de soulager ceux affectés par les esprits mauvais. Ces exorcismes consistent à jouer de la musique et à guider le "malade" vers la transe, un état dans lequel l'exorcisé rejettera éventuellement l'esprit mauvais. Dans ce type de danse, les mouvements ont peu de signification, ce qui compte est le pouvoir de guérison de la danse.

## Styles
- Baba karam
- Bandari (en)
- Bojnurdi dance
- Chub bazi
- Classical Persian court dance
- Haj Naranji dance
- kereshmeh
- Khaliji Dance
- Kharman dance
- Khorasani dance
- Kurdish dance (en)
- Latar dance
- Lezginka, Lezgi dance (en)
- Danse lori
- Matmati
- Mazandarani dance (en)
- Motrebi dance
- Qasemabadi
- Raqs-e Choobbazi
- Raqs-e Parcheh
- Ruhowzi
- Samā‘
- Shamshir dance
- Shateri dance
- Tehrani dance (Tehrooni)
- Zaboli dance
- Zargari dance